# Elezioni parlamentari in Cile del 1973
Le elezioni parlamentari in Cile del 1973 si tennero il 4 marzo per il rinnovo del Congresso nazionale (Camera dei deputati e Senato).

## Risultati

### Camera dei deputati
| Liste                                  | Voti      | %     | Seggi |
| -------------------------------------- | --------- | ----- | ----- |
| Partito Democratico Cristiano del Cile | 1 055 120 | 29,07 | 50    |
| Partito Nazionale                      | 780 480   | 21,51 | 34    |
| Democrazia Radicale                    | 70 582    | 1,94  | 2     |
| Partito della Sinistra Radicale        | 60 166    | 1,66  | 1     |
| Partito Democratico Nazionale          | 13 349    | 0,37  | –     |
| Indipendenti                           | 33 895    | 0,93  | –     |
| Totale Confederazione della Democrazia | 2 013 592 | 55,49 | 87    |
| Partito Socialista del Cile            | 678 796   | 18,70 | 28    |
| Partito Comunista del Cile             | 593 738   | 16,36 | 25    |
| Partito Radicale del Cile              | 133 745   | 3,69  | 5     |
| Movimento d'Azione Popolare Unitaria   | 92 592    | 2,55  | 2     |
| Sinistra Cristiana del Cile            | 41 589    | 1,15  | 1     |
| Azione Popolare Indipendente           | 29 972    | 0,83  | 2     |
| Indipendenti                           | 34 738    | 0,96  | –     |
| Totale Unità Popolare                  | 1 605 170 | 44,23 | 63    |
| Unione Socialista Popolare             | 10 287    | 0,28  | –     |
| Totale                                 | 3 629 049 | 100   | 150   |

### Senato
| Liste                                  | Voti      | %     | Seggi |
| -------------------------------------- | --------- | ----- | ----- |
| Partito Democratico Cristiano del Cile | 745 274   | 33,88 | 10    |
| Partito Nazionale                      | 417 311   | 18,97 | 4     |
| Democrazia Radicale                    | 47 992    | 2,18  | –     |
| Partito della Sinistra Radicale        | 34 334    | 1,56  | –     |
| Indipendenti                           | 14 432    | 0,66  | –     |
| Totale Confederazione della Democrazia | 1 259 343 | 57,25 | 14    |
| Partito Socialista del Cile            | 392 469   | 17,84 | 5     |
| Partito Comunista del Cile             | 380 460   | 17,29 | 5     |
| Partito Radicale del Cile              | 126 961   | 5,77  | 1     |
| Movimento d'Azione Popolare Unitaria   | 23 191    | 1,05  | –     |
| Indipendenti                           | 17 431    | 0,79  | –     |
| Totale Unità Popolare                  | 940 512   | 42,75 | 11    |
| Totale                                 | 2 199 855 | 100   | 25    |